# 워싱턴 크로스파이어
워싱턴 크로스파이어(Washington Crossfire)는 미국 워싱턴주 시애틀을 연고로 하는 축구팀으로 현재 USL 프리미어 디벨로프먼트 리그에 참가하고 있다. 2010년 이전에는 시애틀 울브스(Seattle Wolves)라는 이름을 사용했다.

## 선수 명단

### 역대
- 마이클 갤러거(2015)
- 사이프 케라왈라(2016)
- 크리스천 롤단(2013 ~ 2014)